# Es war einmal ein treuer Husar
Es war einmal ein treuer Husar ist ein deutscher Stummfilm aus dem Jahre 1929 von Carl Heinz Wolff mit Grit Haid in der Titelrolle.

## Handlung
Die äußerst magere Handlung variiert einmal mehr das zu dieser Zeit beliebte Thema romantischer Verwicklungen auf dem Kasernenhof, „entsprungen dem Bedürfnis, wieder einmal einen Schlager zu verfilmen“ wie die Deutsche Filmzeitung in ihrer Kritik anmerkte. Im Zentrum der Geschichte steht das herzige rheinische Wirtstöchterlein Hannerl, ein fescher Leutnant namens Victor von Ense, der sie liebt, und ein Trompeter der Bonner Husaren namens Hermann. Als die Liebe zwischen Hannerl und  ihrem Husaren auf Schwierigkeiten stößt, wird Hannerl sogleich in die Diaspora nach Berlin verfrachtet, wo sie erneut in einem Regiment landet, aber diesmal dem von Tante Kläre, die dort eine Offizierspension führt. Nach allerlei Hin und Her mit einem Hochstapler als Verwirrungsstifter und Handlungsförderer, kehrt Hannerl nach Bonn zurück, wo sich beim Karneval alles zum Guten wendet.

## Produktionsnotizen
Gedreht von Dezember 1928 bis vermutlich Anfang Januar 1929 im Efa-Atelier, passierte Es war einmal ein treuer Husar die Zensur am 18. Januar 1929 und wurde am 15. Februar desselben Jahres im Berliner Primus-Palast uraufgeführt. Die Länge des mit Jugendverbot belegten Siebenakters betrug 2591 Meter. 
Die Produktionsleitung hatte Produzent Gustav Althoff, die Filmbauten gestaltete Gustav A. Knauer.
Ressel Orla spielte hier ihre letzte Filmrolle, anschließend erkrankte die 40-jährige Schauspielerin schwer und zog sich ins Privatleben zurück.

## Kritiken
Angesichts der schwachen Story und des simplen Handlungsgeflechts fielen die Bewertungen durch die Bank schwach aus. Nachfolgend drei Beispiele:
Georg Herzberg schrieb im Film-Kurier: Dieser neue Film sei „nicht nur geistig undiskutabel, sondern auch handwerklich recht schwach. Dem hilflosen Manuskript der Marie Luise Droop, der so ziemlich nichts eingefallen ist, steht die kalte, passive Regie von Carl Heinz Wolff, die kein Gefühl für Länge, Höhepunkte und Darstellerführung hat. Grit Haid in der Titelrolle sieht in einigen Einstellungen recht nett aus, scheitert aber ohne ausgleichende Regie regelmäßig bei jeder dramatischen Aufgabe.“
Die kommunistische Die Rote Fahne giftete: „Die Bourgeoisie und ihre bezahlten Propagandisten haben es bisher stets verstanden, mit Hilfe ihres ungeheuren Volksverdummungsapparates die geistigen Strömungen zu beeinflussen und sie sich zu unterwerfen. (…) Man braucht sich nur die Schlager der letzten Zeit anzusehen, um zu erkennen, auf was für eine raffinierte Art sie systematisch an die Arbeit gehen.“
In der Deutschen Filmzeitung war zu lesen: „Ein Soldaten-Film, aufgepulvert durch eine breite Karnevalseinlage. (…) Eine Idee, eine Tendenz ist dabei nicht im Spiel. Auch keine Moral. Nur Zufall, Mißverständnis, Verzögerung. (…) Die anspruchslose, auch in den Karnevalsbildern jeder Besessenheit entbehrende Inszenierung hatte in keiner Weise aufregende Helfer in der für ihre Liebhaberinnenrolle zu wenig hübschen wenn auch sonst ganz netten Grit Haid.“